# ماتيو كانسيليري
ماتيو كانسيليري (مواليد 12 فبراير 2002) هو لاعب كرة قدم إيطالي يلعب في مركز الجناح في نادي هيلاس فيرونا.